# Vol Braathens SAFE 239
Le 23 décembre 1972 à 16 h 33, le vol Braathen SAFE 239, un vol intérieur régulier assuré par un Fokker F28 de la compagnie norvégienne Braathens SAFE entre l'aéroport d'Ålesund et l'aéroport d'Oslo-Fornebu, en Norvège, s'est écrasé dans une zone boisée lors de la phase d'approche vers Oslo. 
On dénombre 40 victimes parmi les 45 passagers et membres d'équipage présents à bord ; un des survivants est décédé des suites de complications tardives en 1976, quatre ans après le crash.
Cet accident, également connu sous le nom d'Accident d'Asker (en norvégien : Asker-ulykken), est à l'époque la pire catastrophe aérienne de l'histoire de la Norvège, jusqu'au crash du vol Vnukovo Airlines 2801, survenue en 1996.

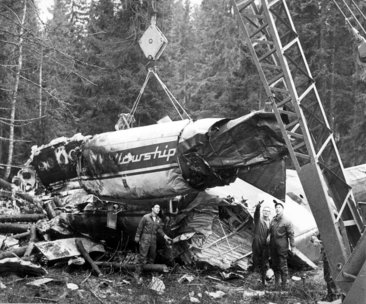
L'épave du vol 239 après l'accident.

## Avion
L'appareil accidenté est un Fokker F28-1000, immatriculé LN-SUY (numéro de série 11011) et est équipé de deux moteurs de type Rolls-Royce Spey Jr.555-15. La compagnie Braathens SAFE est le client de lancement de ce type d'avion, et l'avion accidenté fut le premier à voler en service commercial, au début de l'année 1969. Au moment de l'accident, il avait effectué 8 228 heures de vol et effectué 16 710 cycles (décollage/atterrissage).

## Enquête et cause de l'accident
L'enquête révèle que les pilotes ont pris un raccourci, pour rejoindre plus rapidement la trajectoire d'approche sur la piste 06 de l'aéroport d'd'Oslo-Fornebu. Combiné avec des signaux erronés provenant du système d'atterrissage aux instruments (ILS), cela a amené les pilotes à mal comprendre leur emplacement par rapport à l'aéroport. 
Cela les a conduits à emprunter une trajectoire d'atterrissage incorrecte, amenant l'avion à heurter le sol à 7 km de sa trajectoire initiale. L'opération de sauvetage a été lancée presque immédiatement, mais il a fallu six heures et demie pour retrouver l'avion, en raison de l'obscurité et de la présence de brouillard dans la région. 
Trois ans plus tard, la commission d'enquête concluait que diverses mesures devaient être mises en place pour améliorer la navigation, afin d'éviter des situations similaires dans lesquelles les pilotes interprètent mal leur localisation.